# Продолжай кричать: Ретроспектива главного фильма ужасов
«Продолжай кричать: Ретроспектива главного фильма ужасов» (англ. Still Screaming: The Ultimate Scary Movie Retrospective) — американский документальный фильм 2011 года, рассказывающий историю создания трилогии фильмов ужасов «Крик». Релиз картины состоялся в год 15-летия первого фильма серии и выхода четвёртой части франшизы. Фильм получил смешанные отзывы критиков.

## Описание
Фильм рассказывает о создании трилогии и содержит видео со съёмочной площадки и редкие фотографии. В записи интервью приняли участие Уэс Крэйвен, Лиза Бич, Кэти Конрад, Патрик Люссьер, Роджер Корман, Марианн Маддалена, Эрена Крюгера, Марко Белтрами, а также исполнители ролей — Нив Кэмпбелл, Дэвид Аркетт, Лев Шрайбер, Генри Уинклер, Мэттью Лиллард, Джейми Кеннеди, Лори Меткалф, Паркер Поузи, Скоттом Фоули и многие другие. Работа над проектом продолжалась год, режиссёром и сценаристом проекта стал редактор портала «ShockTillYouDrop.com», журналист Райан Турек (англ. Ryan Turek), а продюсером выступил Энтони Мэйзи (англ. Anthony Masi).

## Релиз
14 апреля 2011 года в Лос-Анджелесе состоялся премьерный показ фильма при поддержке портала «FEARnet». Проект вошел в 5-ти дисковое специальное издание вместе с оригинальной трилогией и документальным фильмом «Scream: The Inside Story» — оба Blu-Ray-издания выпустила компания «Lionsgate Films» 6 сентября 2011 года. 18 января 2018 в продажу на цифровых магазинах поступил альбом-саундтрек «Still Screaming: The Ultimate Scary Movie Retrospective (Official Documentary Soundtrack)», написанный Джоном Корлисом (англ. John Corlis). В России фильм официально не издавался, но существует в любительском переводе.

## Саундтрек
Музыку к фильму написал композитор Джон Корлис (англ. John Corlis), официальный альбом-саундтрек содержит композиции:
1. Still Screaming (Opening Title) (1:42)
2. Script War (1:16)
3. Decline Of The Slasher (0:52)
4. Wes Through Pop Culture (1:12)
5. Casting Main Characters (3:54)
6. Voice Of A Killer (1:28)
7. High School Fiasco (1:48)
8. Ghost Face Orgin (3:48)
9. Christmas Release (0:58)
10. Still Screaming Theme (0:54)
11. Final Act Final Killers (3:42)
12. Drew Casting (0:46)
13. Changing Of Title (0:54)
14. Success Of Scream (2:26)
15. Quick Cut (0:50)
16. Starting The Sequel (0:56)
17. Keeping It Fresh (1:44)
18. Casting Stab (1:17)
19. Patrick Demp (1:30)
20. Death Of Randy (2:05)
21. The New Killers (1:04)
22. Media Statement (0:42)
23. Star Filled Cast (1:34)
24. Police Chase Dead (2:24)
25. Final Scene Final Killers (1:52)
26. Editing MPAA (0:54)
27. Sidney (2:06)
28. Reflections (1:16)
29. Difficulty Developing (2:30)
30. Ghost Face vs. Everyone (1:46)
31. Alternate Opening (1:02)
32. Cotton & Kelly (0:45)
33. Prescott (1:07)
34. Randy's Return (1:16)
35. Unmasking The Killer (1:50)
36. Squib (0:55)
37. Parker Poses (1:54)
38. Scott Beats Up Lance (0:48)
39. New Model (0:36)
40. Final Reflections (2:22)

## Отзывы
Гермейн Люссье в обзоре для «Slash Film» оценил фильм на 7 из 10 звёзд, отметив, что проект честно рассказывает о сильных и слабых сторонах франшизы, а также раскрывает ранее неизвестные истории о создании фильмов, однако далёк от заявленного в подзаголовке проекта статуса «самого полного» (англ. ultimate) рассказа о съёмках — в фильме не приняли участие сценарист Кевин Уильямсон, а также Боб Вайнштейн, Кортни Кокс, Дрю Бэрримор и Скит Ульрих.
Феликс Васкез из «Cinema Crazed» был более критичен: «„Продолжай кричать“, кажется, не так уж и много рассказывает о создании энергичной трилогии Крэйвена и урезан до девяноста минут бесконечных забавных историй. В конечном счёте, здесь не так много интересного материала для среднего поклонника „Крика“, за исключением забавных историй о реквизите и работе каскадёров. Неудивительно, фильм вышел в виде дополнения к Blu-Ray-изданию. Довольно стандартный и ничем непримечательный документальный фильм рассказывает стандартные истории о съёмках трилогии „Крик“, но никогда не доходит до подробностей, обсуждения слухов или влияния, которое серия оказала на всю поп-культуру и фильмы ужасов».
Майкл Теркельсен из «Horror Society» отметил недочёты технического плана: «Многие интервью записывались не в студии, и уровни звука и видео сильно отличаются. Создается впечатление, что комментарии сняты на бытовой видеомагнитофон. Кроме того, видео некоторых интервью были взяты у других СМИ, и качество всех сегментов фильма сильно варьируется».
На сайте «Internet Movie Database» зрительская оценка фильма — 7.4 из 10 на основе оценок 428 пользователей (по состоянию на август 2022).